# 城北村 (熊本県)
城北村（しろきたむら）は、熊本県の北部、菊池郡にかつてあった村である。

## 歴史
- 1889年4月1日 - 町村制が施行。菊池郡稗方村、米原村、木野村、松尾村、宮原村、阿佐古村、池永村が合併して発足。
- 1955年4月1日 - 六郷村、内田村と合併し菊鹿村となる。

## 学校
- 城北村立城北小学校